# Marchese di Salisbury
Marchese di Salisbury è un titolo ereditario della nobiltà inglese della parìa di Gran Bretagna che appartiene alla famiglia Cecil.
L'attuale detentore del titolo di Marchese di Salisbury, insieme che con quello di Conte di Salisbury, Visconte Cranborne, Barone Cecil, è Robert Gascoyne-Cecil.

## Storia

Stemma della famiglia Cecil
Fasciato di 10 pezzi (argento e azzurro), sul tutto partito di sei scudi di nero tre, due e uno, ciascuno incaricato di un leone rampante di argento

Il titolo venne creato per la prima volta nel 1789 per James Cecil, VII conte di Salisbury come elevazione per il titolo ricevuto in precedenza dalla sua famiglia. 

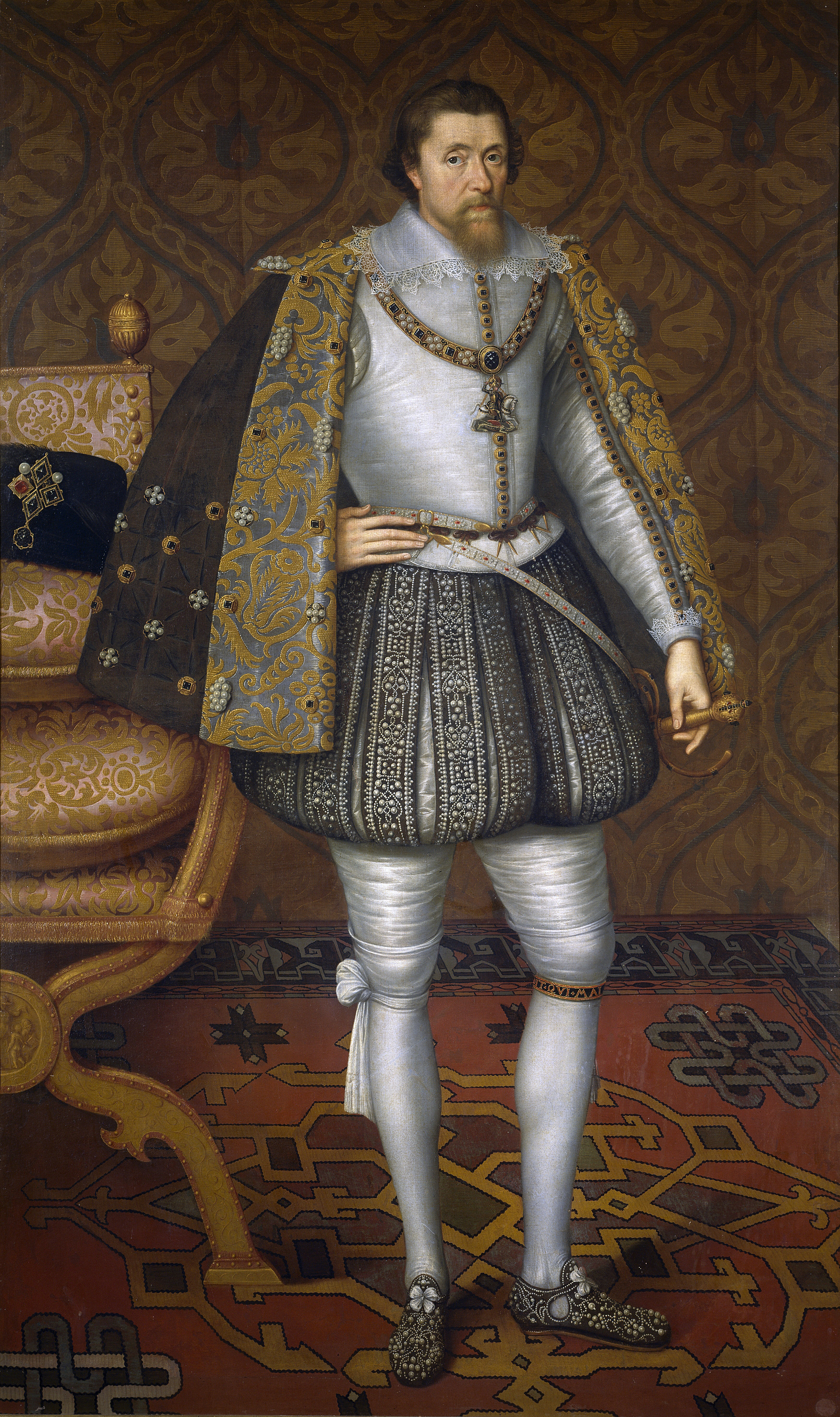
Giacomo I d'Inghilterra dipinto da Paul van Somer

Nel 1605, infatti, i Cecil (discendenti dai Conti di Exeter, poi Marchesi a loro volta) avevano già ricevuto il titolo di Conte di Salisbury nella Paria d'Inghilterra per volere di re Giacomo I d'Inghilterra. Il VII conte, divenne dunque I marchese di Salisbury e, quando suo figlio sposò Frances Mary Gascoyne, figlia di Bamber Gascoyne, ottenne nel 1821 il permesso di unire al proprio cognome anche quello dei Gascoyne. 

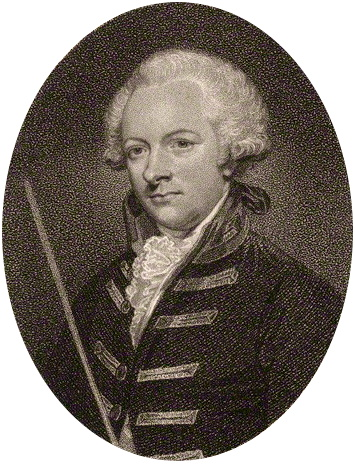
James Cecil, I marchese di Salisbury

Alla morte del padre nel 1780, James Cecil gli succedette nei titoli di famiglia e si propose di rivalutare la casata dopo la misoginìa e la dissolutezza nella quale il padre era vissuto per gran parte della propria vita. Egli prestò servizio al governo sotto Lord North come Treasurer of the Household dal 1780 al 1782 e sotto William Pitt il Giovane e poi sotto Henry Addington in qualità di Lord Ciambellano tra il 1783 ed il 1804. Egli venne dunque ammesso nel Privy Council di re Giorgio III nel 1780 e venne creato Marchese di Salisbury, nella contea di Wiltshire, nel 1789.

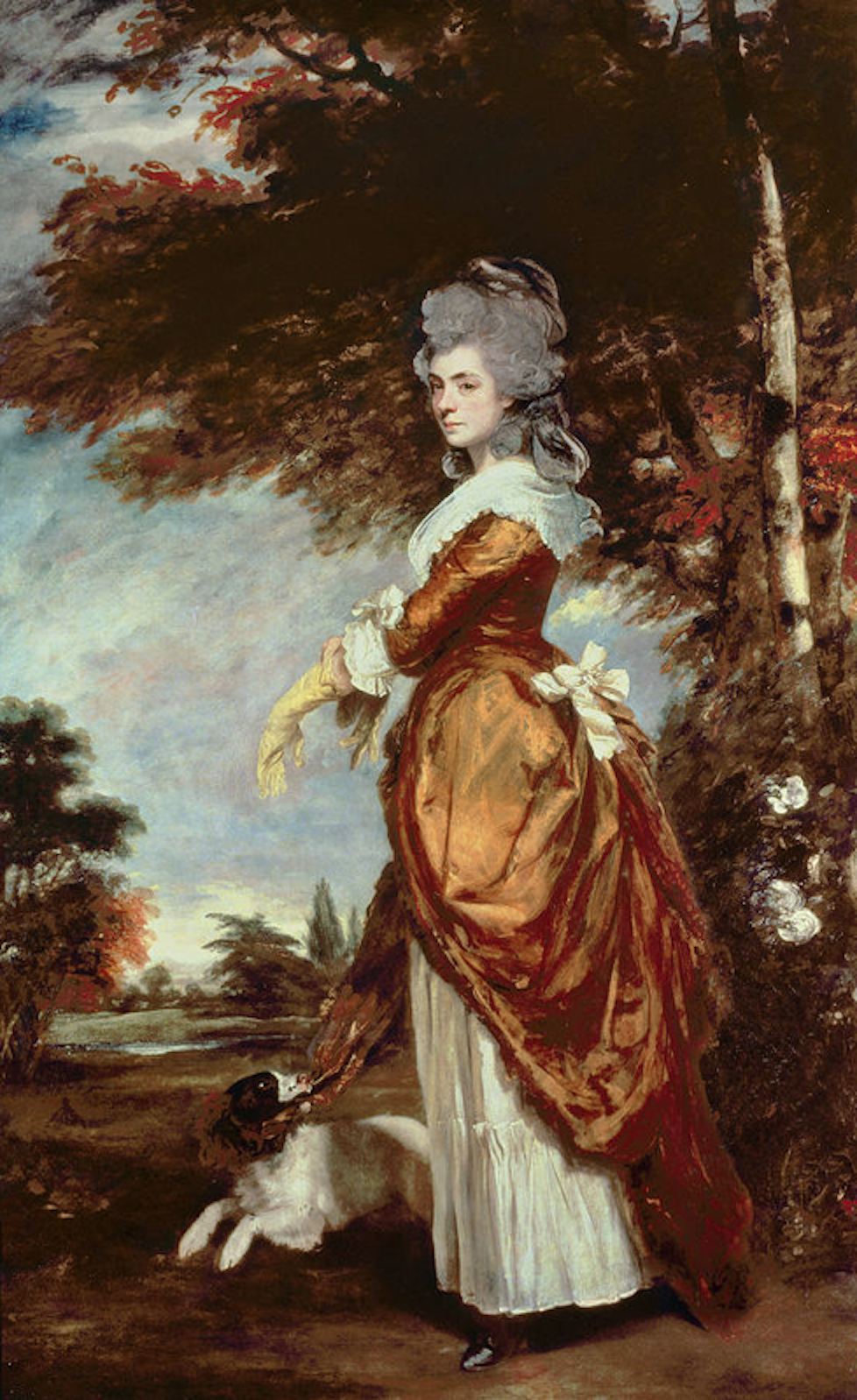
Ritratto di Maria Amelia Cecil, I Marchesa di Salisbury
Joshua Reynolds, 1780

Sposò, nel 1773, Maria Amelia Hill, rivale in bellezza di Georgiana Spencer, duchessa di Devonshire.
Morì, dopo aver ristabilito il prestigio familiare, nel 1823. Dopo di lui la famiglia tornò protagonista della vita politica inglese.

### Gascoyne-Cecil

Stemma dei Gascoyne-Cecil

L'unico maschio dei tre figli di Lady Maria Amelia Hill, un altro James Brownlow, iniziò anche lui la carriera parlamentare molto giovane e, subentrato al padre nel titolo marchionale, entrò nella Camera dei Lord a 33 anni. Aveva sposato la piccola Frances Mary Gascoyne, appena quindicenne, figlia di Bamber Gascoyne, un politico noto per la sua lotta contro la schiavitù, che gli portò un sostanzioso introito dalle tenute dell'Essex e del Lancashire. Per questo aggiunse al suo il nome della moglie. Avranno sei figli, ma Frances morirà presto.
Anni dopo il Marchese sposò Mary Catherine Sackville-West, oltre trent'anni più giovane, che gli darà altri 5 figli.

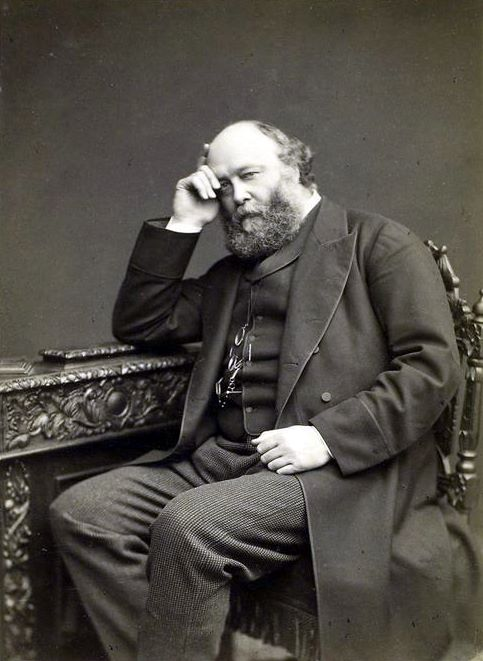
Robert Gascoyne-Cecil, III marchese di Salisbury

Gli successe il figlio, Robert Gascoyne-Cecil, III marchese di Salisbury (1830–1903), nato dalla sua prima moglie, Frances Gascoyne.
Robert era il figlio cadetto, laddove il primogenito James, secondo tradizione, morì celibe e senza discendenti prima del padre. Nonostante l'opposizione del padre che la riteneva di condizioni inferiori, sposò Giorgina Alderson, figlia di un illustre giurista, e fu un matrimonio felice, allietato da 7 figli.
Salisbury fu un Conservatore nel senso più pieno del termine. Un Conservatore aristocratico. Mosse i suoi primi passi ai Comuni dove entrò spesso in conflitto con i liberali e con la stessa leadership conservatrice allora capeggiata da Benjamin Disraeli. 
Il suo ambito di attività prediletto fu senza dubbio la politica estera, che dominerà per decenni. In questo campo la politica inglese dell'Ottocento aveva già dato illustri personaggi, da John Russell, che sostenne il Risorgimento italiano, a Lord Clarendon, protagonista della Conferenza di Parigi accanto a Camillo Benso, conte di Cavour e Napoleone III, a Lord Granville (nipote di Georgiana Devonshire) che aggiunse all'Impero il Protettorato egiziano. Erano tutti questi però esponenti liberali, tra i conservatori non c'erano mai stati grandi figure a capo del Foreign Office; Salisbury seppe colmare questa lacuna. Il suo primo grosso incarico fu quello di ministro per l'India, e fu per la prima volta ministro degli Esteri nel 1878, sotto Benjamin Disraeli con il quale si era riappacificato. 
In precedenza era già stato ambasciatore plenipotenziario alla Conferenza di Costantinopoli, dove era riuscito ad ottenere l'appoggio dell'Impero ottomano contro la Russia. A Berlino tutelò gli interessi della Gran Bretagna nella spartizione dell'Africa tra le grandi Potenze voluta da Otto von Bismarck. Fu Primo Ministro per circa 14 anni, più a lungo di qualisiasi altro che avesse ricoperto quell'incarico sotto la regina Vittoria del Regno Unito, assumendo l'incarico per tre volte. La prima fu dal 1885-1886, poi, dopo un brevissimo governo Gladstone dal 1886 al 1892 e dal 1895 fino al suo ritiro nel 1902. 
In questo periodo, in politica interna si oppose strenuamente all'Home Rule irlandese proposto dai Liberali (favorendo così la spaccatura dei liberali e la fuoriuscita degli Unionisti, capeggiati di Lord Hartington, poi l'VIII Duca di Devonshire, e da Joseph Chamberlain), così come aveva fatto in precedenza per la riforma elettorale; istituì però l'istruzione elementare gratuita e obbligatoria, l'edilizia popolare per gli operai e la previdenza per gli infortuni sul lavoro. In ambito internazionale portò l'Impero britannico al suo apice: lo ingrandì sottomettendo i Boeri e lo difese contro i Francesi a Fascioda (costringendoli a ritirarsi senza schierare le truppe). Salvaguardò l'integrità dell'Impero ottomano in funzione anti-russa e per questo combatté i separatisti ciprioti. 

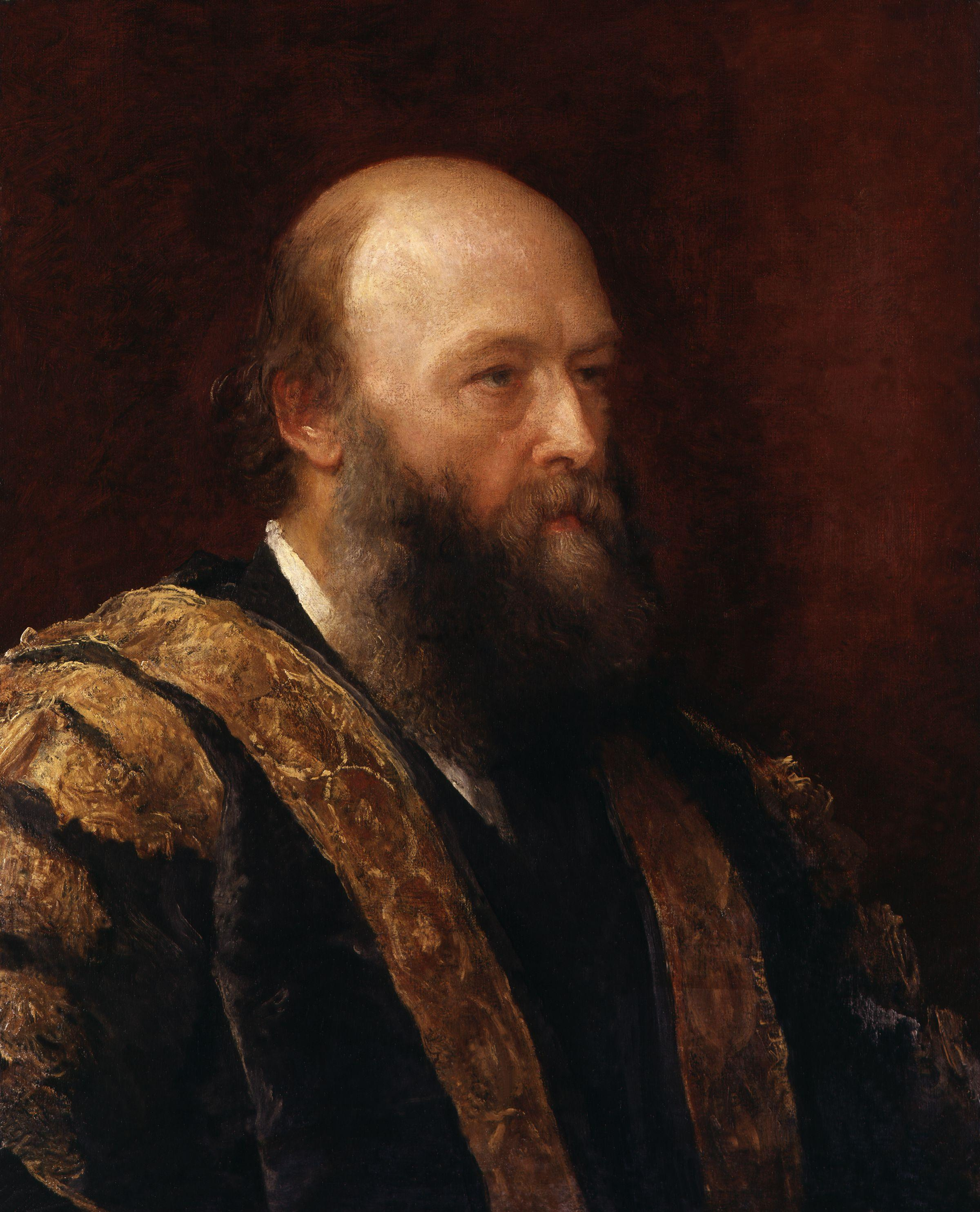
Il Marchese di Salisbury in un ritratto di George Frederic Watts.

La sua influenza e il suo prestigio erano talmente grandi che persino il Venezuela e Panama gli richiesero di fare da arbitro nei loro negoziati con gli Stati Uniti. In Europa fu fautore della Splendid Isolation, evitando di immischiarsi in alleanze continentali, convinto (e i fatti gli avrebbero dato ragione), che una guerra europea avrebbe incrinato la supremazia britannica nel mondo: per questo avversò il tentativo del ministro delle Colonie unionista Joseph Chamberlain, padre del futuro Primo Ministro Neville Chamberlain, di ricercare un'alleanza con la Germania di Guglielmo II. 
Il suo ultimo governo, infatti, fu costituito nel 1895 con l'appoggio fondamentale degli Unionisti ex-liberali e i massimi esponenti di questa corrente, Joseph Chamberlain e il Duca di Devonshire, divennero rispettivamente Ministro delle Colonie e Lord President of the Council. Nel 1902, con la conclusione vittoriosa della guerra boera, ritenne esaurito il suo compito. Morì nel 1903, un anno dopo aver lasciato Downing Street al nipote Arthur James Balfour; nel 1901 era morta, dopo 64 anni di regno, la regina Vittoria; nel 1900 era stato eletto per la prima volta deputato alla Camera dei Comuni, nella fila dei Conservatori, Winston Churchill. 

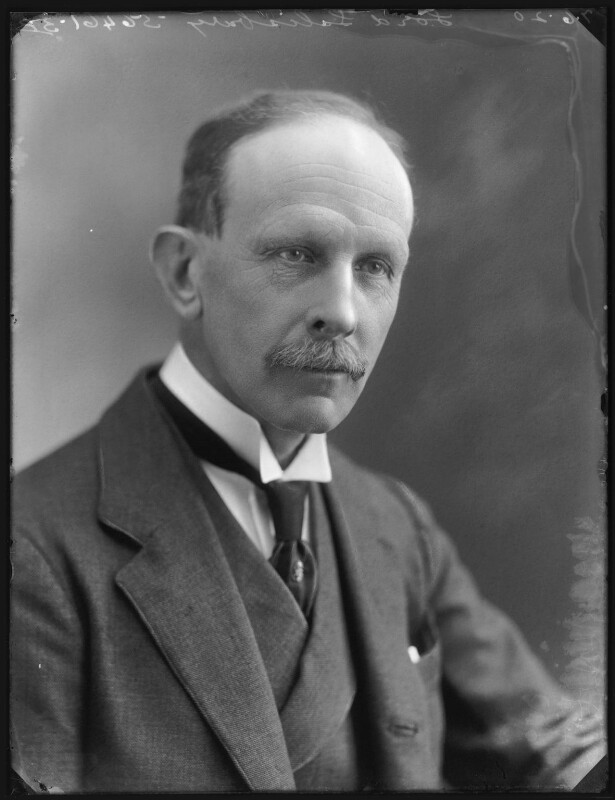
James Gascoyne-Cecil, IV marchese di Salisbury

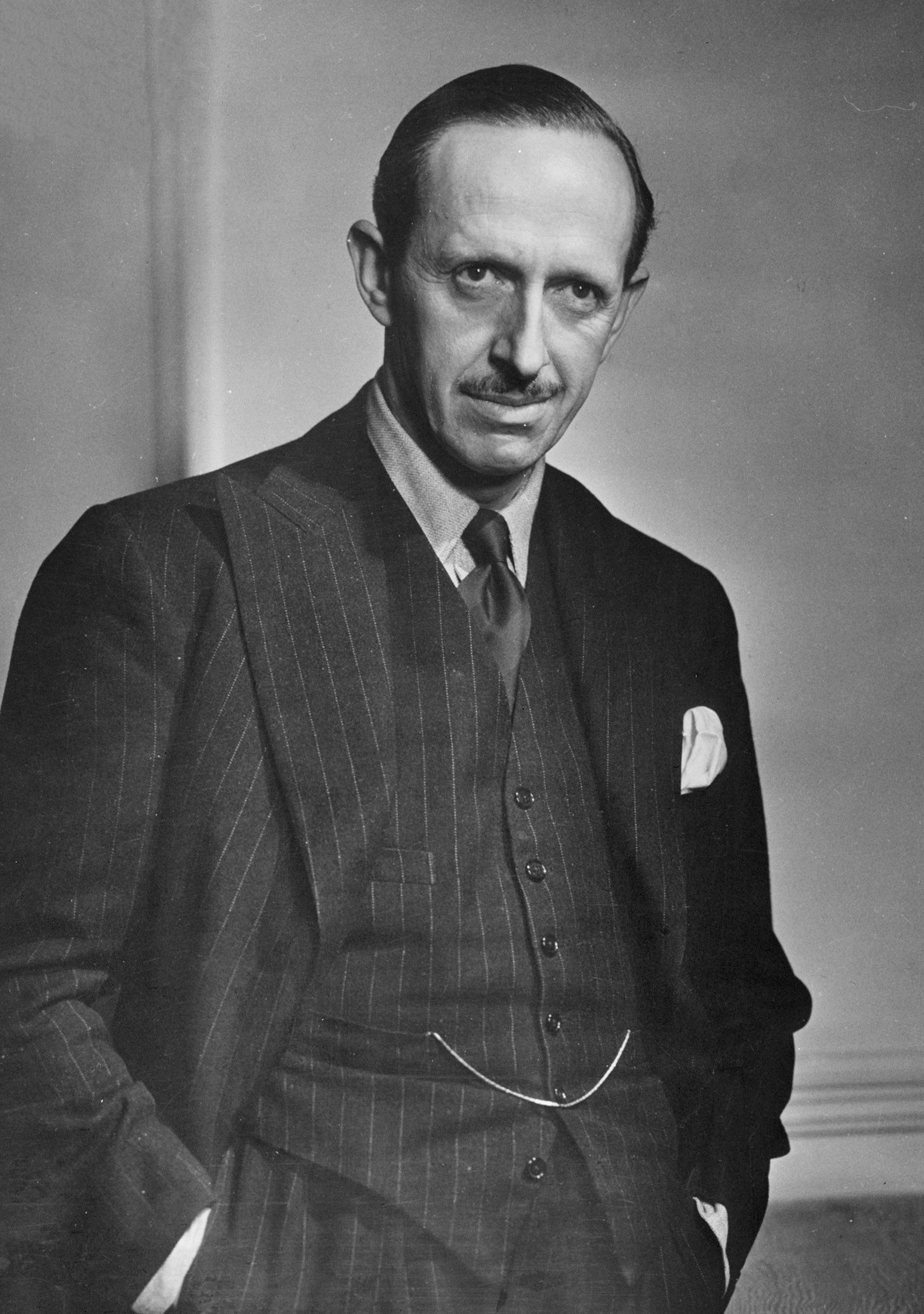
Robert Gascoyne-Cecil, V marchese di Salisbury nel 1947

Gli successe al titolo il figlio James Gascoyne-Cecil, IV marchese di Salisbury (1861–1947), anche lui un esponente politico di spicco del Partito Conservatore. Era fratello del Premio Nobel Robert Gascoyne-Cecil, visconte di Chelwood. Sposò Lady Cecily Gore (1867–1955) ed ebbe 4 figli; il primogenito divenne il V marchese, Robert Gascoyne-Cecil, V marchese di Salisbury. 
È più noto come Lord Cranborne perché divenne Visconte a 54 anni. Anche lui percorse, com'era tradizione di famiglia, la carriera politica. 
Rivestì numerosi incarichi di governo, soprattutto in politica estera. Sposò Elisabeth Cavendish (1897–1982), figlia di Lord Richard (ramo cadetto), ed ebbe tre figli tutti maschi: il secondo, Michael, morì adolescente; il terzo, Richard, rimase ucciso nella Seconda Guerra Mondiale; sopravvisse ai loro genitori solo il primogenito Robert, che diventerà il V marchese.
Robert Gascoyne-Cecil, V marchese di Salisbury era chiamato in famiglia Bobbety.
Salisbury fu eletto alla Camera dei Comuni per il collegio di South Dorset nel 1929. Fu sottosegretario di stato per gli affari esteri (1935–1938). Egli fu il Segretario di stato per le colonie (febbraio – novembre 1942), Lord presidente del Consiglio (1942–1943), Leader della Camera dei lord (1942–1945).
Durante il periodo dell'incoronazione della regina Elisabetta II è stato nominato segretario degli esteri.
Salisbury era conosciuto come un imperialista della linea dura. Nel 1952, come segretario di stato per le relazioni del Commonwealth, ha cercato di rendere permanente l'esilio di Seretse Khama, inflittogli per avere sposato una donna bianca contrariamente a quanto imposto dall'Apartheid. Durante gli anni sessanta, Lord Salisbury ha continuato ad essere uno strenuo difensore della dominio britannico nei governi in Sudafrica e Rhodesia Meridionale (oggi Zimbabwe).
Robert Gascoyne-Cecil, VI marchese di Salisbury fu l'unico figlio superstite del V marchese: membro del Parlamento e della Camera dei Lord, non ha lasciato però tracce significative. 
Più conosciuta la moglie, Marjorie Widham per il suo lavoro di paesaggista e più conosciuto il figlio, l'attuale marchese Robert Gascoyne-Cecil, VII marchese di Salisbury, dal 1979 al 1987 membro della Camera dei comuni per il collegio di South Dorset.

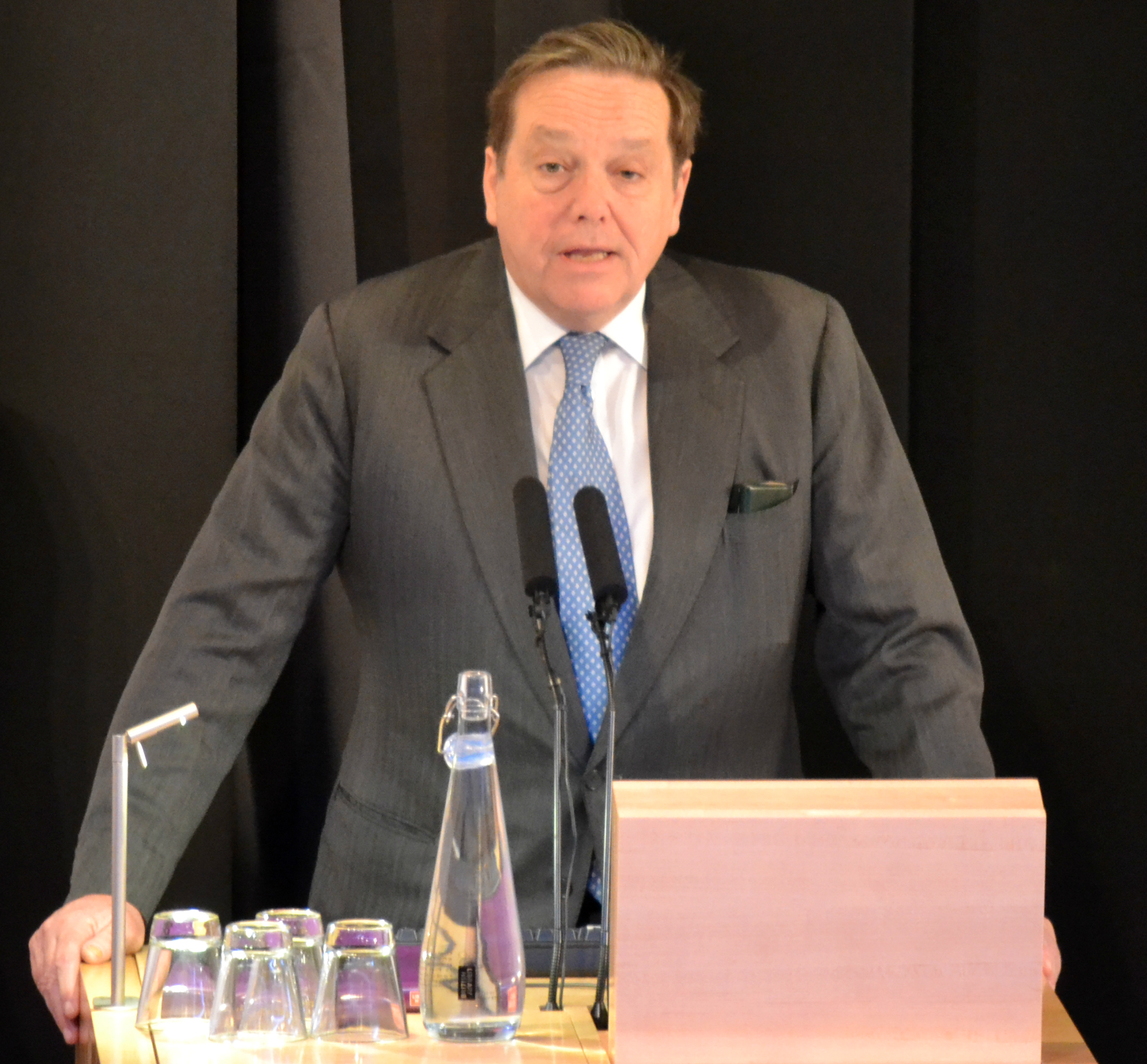
Robert Gascoyne-Cecil, VII marchese di Salisbury

Il 29 aprile 1992 è stato chiamato a far parte della Camera dei Lord come Barone Cecil di Essendon, una baronia minore del padre, grazie ad un writ of acceleration, l'ultimo ad essere emesso. Veniva comunque chiamato con il titolo di cortesia di Visconte Cranborne.
Dal 1994 al 1997 è stato Leader della Camera dei lord e Lord del sigillo privato. Dal 1997 al 1998 è stato, nella stessa Camera, Leader dell'opposizione. Nel 1999 ottenne un titolo di Lord a vita (Barone Gascoyne-Cecil di Essendon), per via della legge che toglieva il diritto automatico al seggio a chi aveva "solo" dei titoli ereditari come lui, per permettergli di continuare a far parte del parlamento. Il 1º novembre 2001 ha preso il leave of absence da lui chiesto per colpa delle nuove norme sulle dichiarazioni di possibili conflitti di interesse volute dal governo laburista.
La storica sede della famiglia è divisa tra Hatfield House e Cranborne.

## Conti di Salisbury (1605-1799)
- Robert Cecil, I conte di Salisbury (c. 1565–1612)
- William Cecil, II conte di Salisbury (1591–1668)
- James Cecil, III conte di Salisbury (1648–1683)
- James Cecil, IV conte di Salisbury (1666–1694)
- James Cecil, V conte di Salisbury (1691–1728)
- James Cecil, VI conte di Salisbury (1713–1780)
- James Cecil, VII conte di Salisbury (1748–1823) (creato marchese di Salisbury nel 1789)

## Marchese di Salisbury (1789-attuale)
- James Cecil, I marchese di Salisbury (1748–1823)
- James Brownlow William Gascoyne-Cecil, II marchese di Salisbury (1791–1868)
- Robert Arthur Talbot Gascoyne-Cecil, III marchese di Salisbury (1830–1903)
- James Edward Hubert Gascoyne-Cecil, IV marchese di Salisbury (1861–1947)
- Robert Arthur James Gascoyne-Cecil, V marchese di Salisbury (1893–1972)
- Robert Edward Peter Cecil Gascoyne-Cecil, VI marchese di Salisbury (1916–2003)
- Robert Michael James Gascoyne-Cecil, VII marchese di Salisbury (n. 1946)